# جولیا ۸۹
سیارک ۸۹ (به انگلیسی: 89 Julia) هشتاد و نهمین سیارک کشف شده‌است که در ۶ اوت ۱۸۶۶ و در مارسی کشف شد.
قدر مطلق سیارک برابر ۶٫۶۰ است.